# Psychotria neurothricha
Psychotria neurothricha är en måreväxtart som beskrevs av Dc.. Psychotria neurothricha ingår i släktet Psychotria och familjen måreväxter. Inga underarter finns listade i Catalogue of Life.